# Eretes griseus
Eretes griseus är en skalbaggsart som först beskrevs av Fabricius 1781.  Eretes griseus ingår i släktet Eretes och familjen dykare. Inga underarter finns listade i Catalogue of Life.